# Bellanca Cruisair
Bellanca 14-7 Cruisair je družina enomotornih propelerskih športnih letal, ki so jih proizvajali v ZDA od 1930ih naprej. Bellanca se je uveljavila na 6–8 sedežnih letalih, želela pa si je tudi prebiti na manjša 3–4 sedežna letala. Tako so zasnovali model '14-7 Cruisair', ki je imel nizkonameščeno kantilever krilo. Prototip je imel fiksno pristajalno podvozje z repnim kolesom, model 14-9 pa je bil prvo proizvodno športno letalo z uvlačljivim podvozjem. Druga svetovna vojna je začasno prekinila proizvodnjo letal Crusair, po vojni se je nadaljevala proizvodnja izboljšanih modelov. 

## Specifikacije (14-13-2)
- Posadka: 1 pilot
- Kapaciteta: 3 potnikiv
- Dolžina: 21 ft 4 in (6,5 m)
- Razpon kril: 34 ft 2 in (10,42 m)
- Višina: 6 ft 3 in (1,91 m)
- Gros teža: 2150 lb (975 kg)
- Motor: 1 × Franklin 6A4-335-B3, 150 KM (112 kW)

- Največja hitrost: 165 mph (266 km/h)
- Dolet: 600 milj (970 km)
- Višina leta (servisna): 16000 ft (4900 m)